# Mauro Esteban Navas
Mauro Navas (Buenos Aires, 20 d'octubre de 1974) és un exfutbolista argentí, que ocupava la posició de defensa.
Va començar a destacar al Banfield i Racing de Avellaneda del seu país natal. A la temporada 98/99 dona el salt a Europa per jugar amb la Udinese italiana, club en el qual hi roman un any abans de fitxar pel RCD Espanyol.
Al quadre barceloní va alternar la titularitat amb la suplència, tot guanyant la Copa del Rei en el seu primer any. Cedit breument al Boca Juniors, també hi militaria al CD Leganés, de la Segona Divisió.
El 2004 retorna al seu país per jugar amb equips més modestos, tot retirant-se el 2008.